# SPANX
SPANX, Inc. is een Amerikaans bedrijf dat voetloze panty's en ander damesondergoed produceert, inclusief shapewear. De oprichtster van het bedrijf, Sara Blakely, kreeg de prijs "Ondernemer van het jaar 2002" van Ernst & Young.